# Furge
Furge, artiestennaam van Furgil Leerdam, is een Surinaams singer-songwriter in met name reggae- en soulmuziek. Hij behaalde in 2021 in Suriname een nummer 1-hit met zijn lied Waka.

## Biografie
Furgil Leerdam is geboren en getogen in Suriname. Zijn liefde voor muziek werd aangewakkerd door zijn oom. Hij luisterde en zong met hem mee in stijlen als reggae, soul, rhythm-and-blues en lokale Surinaamse muziekstijlen. Als tiener vertrok hij naar Nederland, waar hij aantrad als leadzanger van de reggaeband Intuition. Hij schrijft en zingt ook in andere muziekstijlen. Hij treedt op door heel Nederland; zoals in 2015 tijdens Cultureel Veenendaal. Zijn debuutsingle was Control en daarna volgde Queen to be.
In augustus 2021 bracht hij zijn derde single uit, Waka. Hij zingt het lied samen met Benjamin Faya die in Suriname woont. Met het lied wil hij positiviteit uitstralen en draagt hij de boodschap aan de luisteraars uit zich niet druk te maken over wat anderen over hun zeggen. Nadat Waka op de Surinaamse radio op nummer 1 belandde, lanceerde hij de Waka-challenge, waarin hij muziekliefhebbers oproept een eigen versie van het nummer te maken en daar een videoclip van op de social media te zetten. Aan de oproep heeft hij een prijzengeld verbonden, onder meer voor de video die het meest geliket wordt.